# Lagos Rail Mass Transit

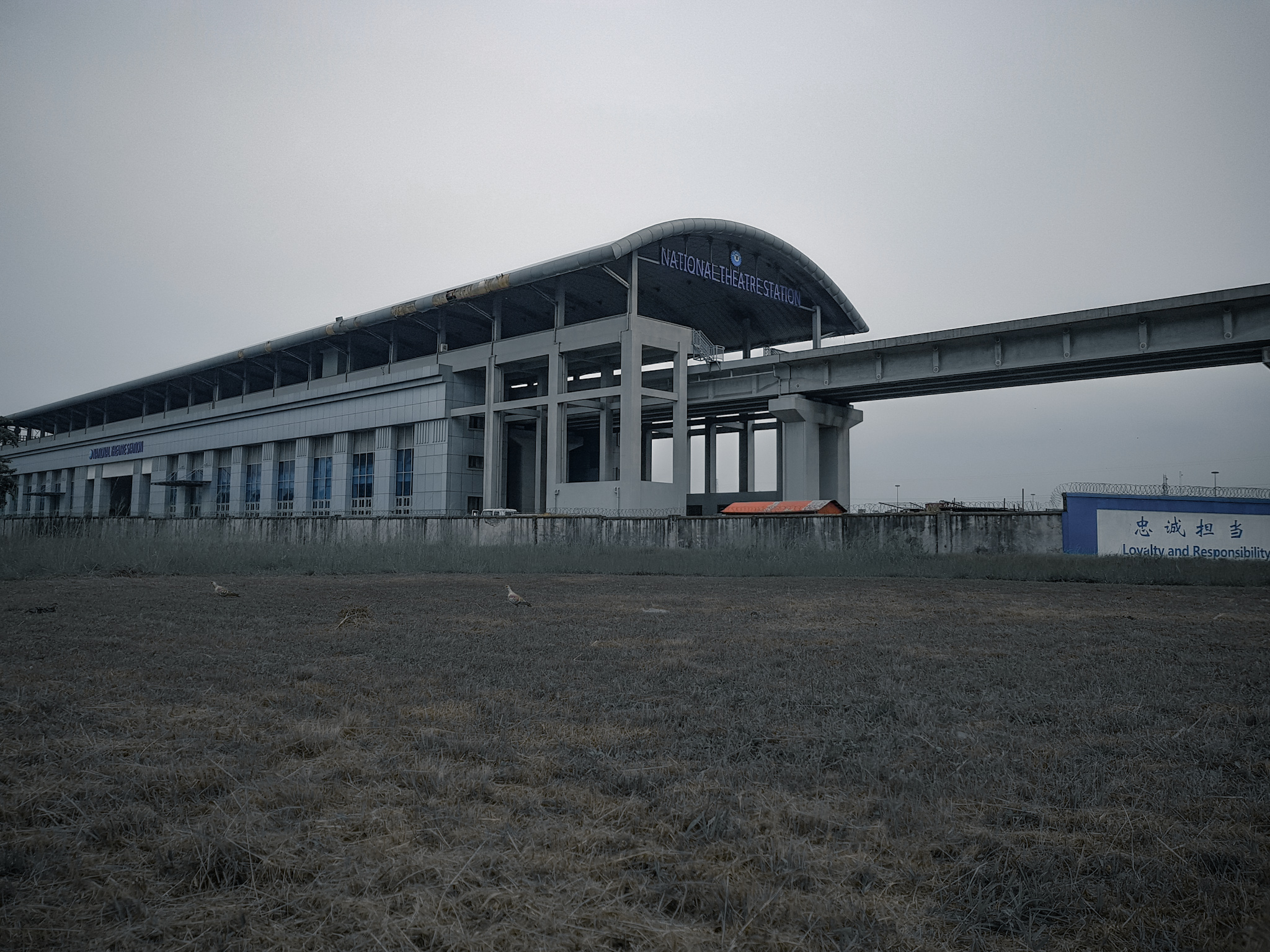
Een station van het LRMT in aanbouw.

Lagos Rail Mass Transit (LRMT) is een stedelijk spoorwegsysteem in aanbouw in de Nigeriaanse stad Lagos, beheerd door de Lagos Metropolitan Area Transport Authority (LAMATA).

## Beschrijving
Het systeem, met inbegrip van stroom, signalering, materieel en de systemen voor het innen van het geld voor de vervoersbewijzen, zal door de particuliere sector worden geleverd in het kader van een concessieovereenkomst. LAMATA is dan weer verantwoordelijk voor de aansturing, regulering en infrastructuur van het netwerk.
Het netwerk zal uit twee lijnen bestaan: een rode en een blauwe lijn. Het eerste deel van het netwerk, fase 1 van de blauwe lijn, zou oorspronkelijk in 2011 worden voltooid. De bouw liep echter veel vertragingen op als gevolg van financieringstekorten en regeringswisselingen. In februari 2021 kondigde de regering van de deelstaat Lagos aan dat de blauwe en rode lijnen in december 2022 open zouden gaan.

## Geschiedenis
Het idee voor een in Lagos te ontwikkelen openbaarvervoersysteem dateert uit 1983. Het Lagos Metroline-netwerk werd bedacht door de Alhaji Lateef Jakande. Dit oorspronkelijke Metroline-project werd echter in 1985 gestopt door president Muhammadu Buhari en leidde tot een verlies van meer dan 78 miljoen Amerikaanse dollars. Het idee om een lightrailnetwerk voor Lagos te ontwikkelen, werd begin jaren 2000 nieuw leven ingeblazen door gouverneur Bola Tinubu. Een formele aankondiging van de aanleg volgde in december 2003. Dit eerste voorstel, met een budget van 135 miljoen dollar, maakte deel uit van het grotere Lagos Urban Transportation Project dat moest worden uitgevoerd door de nieuw gevormde Lagos Metropolitan Area Transport Authority (LAMATA). LAMATA concentreerde zich aanvankelijk op het ontwikkelen van een hoogwaardig openbaarvervoersysteem met bussen. In 2008 begon LAMATA echter ook plannen te maken voor een spoorproject, waarbij het zich richtte op twee lijnen: een blauwe en een rode lijn.

## Materieel
In september 2011 kondigde LAMATA aan dat het een aantal metrotreinen van het type H5 zou verwerven die voorheen werden gebruikt door de Canadese Toronto Transit Commission (TTC). De treinen zouden in de Verenigde Staten worden opgeknapt en omgebouwd tot normaalspoor voordat ze zouden worden geïmporteerd en in gebruik worden genomen op de blauwe en rode lijnen. Hetzelfde contract omvatte ook een optie voor enkele H6-serie metro's van de TTC, maar deze werd later geannuleerd.
In januari 2015 koos LAMATA voor in China gebouwde treinen en bestelde 15 elektrodieseltreinstellen van CNR Dalian met een optie voor nog eens 14 stellen. Ongeveer 76 H5-stellen die voor renovatie naar de stad Buffalo waren gebracht, zijn in augustus 2015 gesloopt.
In augustus 2018 tekende LAMATA een overeenkomst met Alstom. Als onderdeel van de overeenkomst heeft Alstom een evaluatie van de spoorlijnen uitgevoerd. Na de evaluatie van het spoorwegproject zei de deelstaatregering dat de blauwe lijn klaar is voor passagiersvervoer in 2022. Deze overeenkomst voorziet ook in de elektrificatie van een deel van het spoor.

## Routes

### Blauwe lijn: Okokomaiko-Marina
In april 2008 keurde de regering van de staat Lagos het voorstel goed voor de lijn Okokomaiko-Iddo-Marina met een budget van 70 miljard Nigeriaanse naira. De geschatte einddatum was in 2011. Het project liep echter veel vertraging op als gevolg van financieringstekorten. De openingsdatum werd uitgesteld tot juni 2013, daarna december 2016 en daarna 2017. In november 2016 was slechts 16 kilometer van de totale 27 kilometer voltooid.
De blauwe lijn zal uiteindelijk 27,5 kilometer lopen van Marina naar Okokomaiko, met 13 stations en een totale reistijd van 35 minuten. De hele blauwe lijn kent geen overwegen. 

### Rode lijn: Agbado-Marina
De rode lijn zal lopen van Marina naar Agbado. Deze lijn zal gedeeltelijk worden gebouwd op de grond van de bestaande spoorweg van Lagos naar Kano.